# 八戸ガス
八戸ガス株式会社（はちのへガス）は、青森県八戸市に本社を置き、同市内の一部をエリアとする一般都市ガス事業者。青森県都市ガス協会加盟6社のうちの1社である。

## 沿革
- 1956年11月 - 設立。
- 2007年3月-10月 - 供給ガスの方式を「13A」への熱量変更を順次実施。

## 営業エリア
- 青森県八戸市の一部

## 提供番組
- 名探偵コナン（読売テレビ制作、青森放送テレビ）
※青森県都市ガス協会（青森ガス・黒石ガス・五所川原ガス・十和田ガス・八戸ガス・弘前ガス）の共同スポンサーとして（スポンサー表示は全国共通で「都市ガスの 日本ガス協会」）

## その他
- かつて、同社近くに「ガス会社前」バス停留所（八戸市営バス所有のポールで南部バスと共用）が存在したが、2008年4月1日付けのダイヤ改正で「沼館三丁目」バス停との統廃合（同バス停ポール位置を双方との中間点に移設）によって廃止された。